# フェデ・ビコ
フェデ・ビコことフェデリコ・ビコ・ビジェガス（Federico Vico Villegas、1994年7月4日 - ）は、スペイン・コルドバ出身のサッカー選手。セグンダ・ディビシオン・ADアルコルコン所属。ポジションはミッドフィールダーまたはフォワード。

## 経歴
コルドバCFの下部組織出身。2011年1月23日、ジローナFCとの試合でトップチームデビューを果たす。その後も、レギュラーとまではいかないものの、ある程度の出場機会は得ていた。
2013年6月13日、ベルギーの名門クラブであるRSCアンデルレヒトへ5年契約で移籍した。しかし、ほとんどアンデルレヒトのリザーブチームでプレーした為、このクラブでは公式戦に1試合も出場できなかった。
2014年1月31日、KVオーステンデへレンタル移籍。
2014年9月1日、コルドバにレンタルで復帰した。
2016年2月1日、アルバセテ・バロンピエにレンタル移籍した。
2016年12月8日、CDルーゴへ移籍。
2018年7月5日、CDレガネスへ2年契約で完全移籍した。4日後、当時セグンダ・ディビシオンに所属していたグラナダCFへレンタル移籍した。グラナダではシーズンを通して主力として活躍し、チームのプリメーラ・ディビシオン昇格に貢献した。
2019年7月11日、グラナダに完全移籍。
2021年8月15日、古巣CDレガネスに復帰し、1年の延長オプション付きの2年契約を結んだ。